# Państwowe Muzeum Historii Uzbekistanu
Państwowe Muzeum Historii Uzbekistanu (uzb. Oʻzbekiston tarixi davlat muzeyi) – muzeum w Taszkencie w Uzbekistanie, założone w 1876 roku.

## Historia
Instytucja została założona w 12 lipca 1876 roku jako Muzeum Narodowe Turkiestanu. Placówka została przemianowana na Główne Muzeum Azji Środkowej, od 1970 w nowym gmachu funkcjonowała jako Muzeum Lenina. Obecnie (2023 rok) muzeum stanowi główny ośrodek naukowo-badawczy Uzbekistanu w zakresie konserwacji i badań zabytków uzbeckich oraz artefaktów pochodzących z Azji Środkowej. Dyrektorką muzeum jest Jannat Ismailova.

## Architektura
Gmach muzeum znajduje się w centrum miasta, na kwadratowym placu (dawny plac Lenina), w sąsiedztwie dwóch budynków rządowych. Budynek został wzniesiony z żelbetonu i szkła, jego styl nawiązuje do tradycyjnego uzbeckiego zdobnictwa. Jest to prostopadłościan, którego elewację pokrywała biało-różowy marmur. Przestrzeń ekspozycyjną stanowi dwadzieścia sal o różnorodnym wystroju.

## Zbiory
Muzeum posiada ponad 300 tys. eksponatów. Trzon kolekcji muzeum stanowią zabytki archeologiczne (około 70 tys. jednostek), w tym kolekcja monet, m.in. złotych i srebrnych (ponad 18 tys. sztuk). Wystawy dzielą się na 9 sekcji ułożonych chronologicznie od epoki kamienia do współczesności. Ekspozycja prezentuje m.in. rozwój przemysłowy Uzbekistanu, w tym proces powstawania jedwabiu, a także porusza zagadnienia związane w literaturą i muzyką Uzbekistanu. Jednymi z bardziej znanych eksponatów są: figura Buddy z I wieku n.e. oraz saksoński kocioł z brązu z IV-V wieku p.n.e.
Placówka dysponuje także biblioteką naukową.

## Galeria

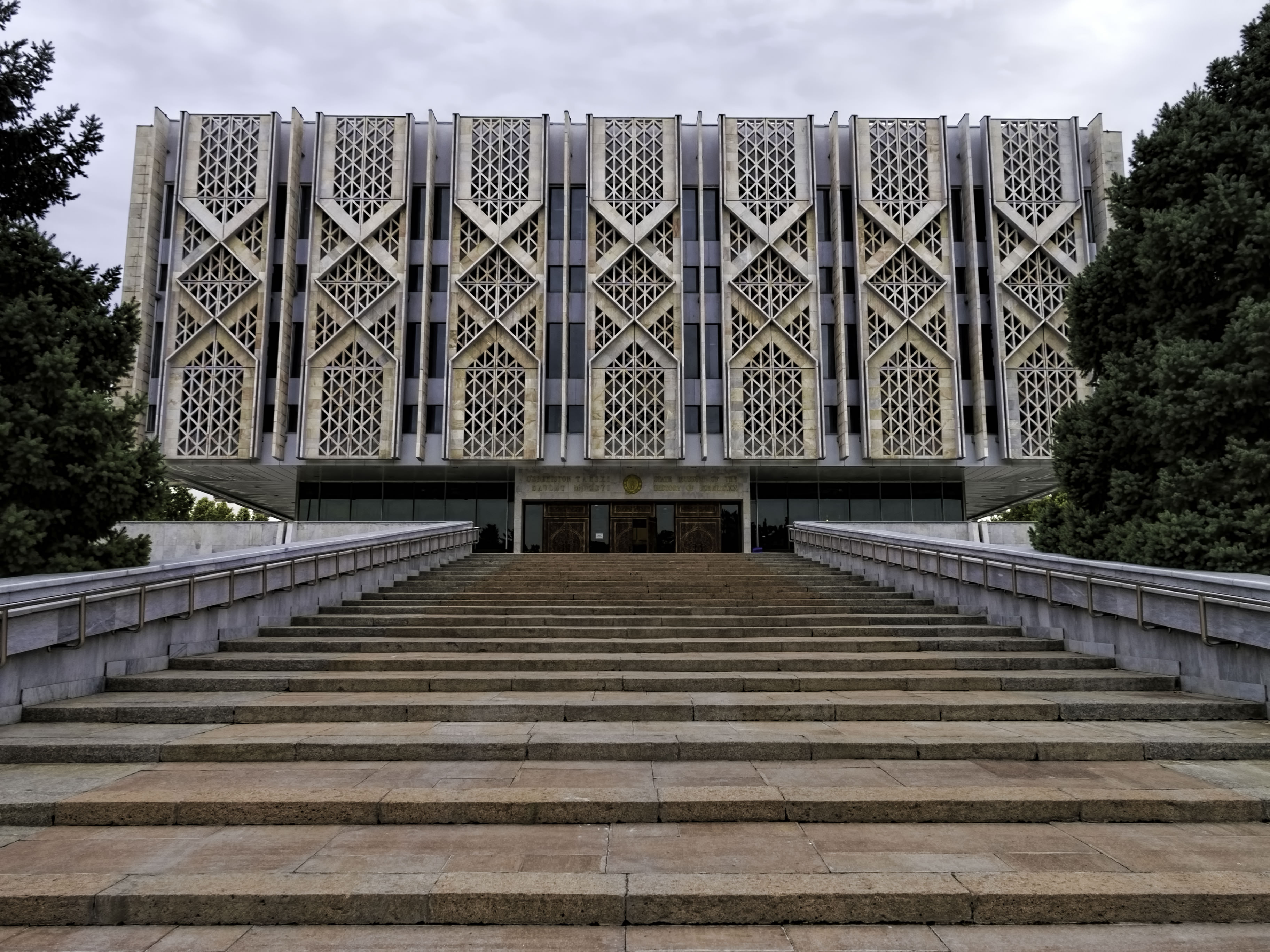
Fasada (2014)
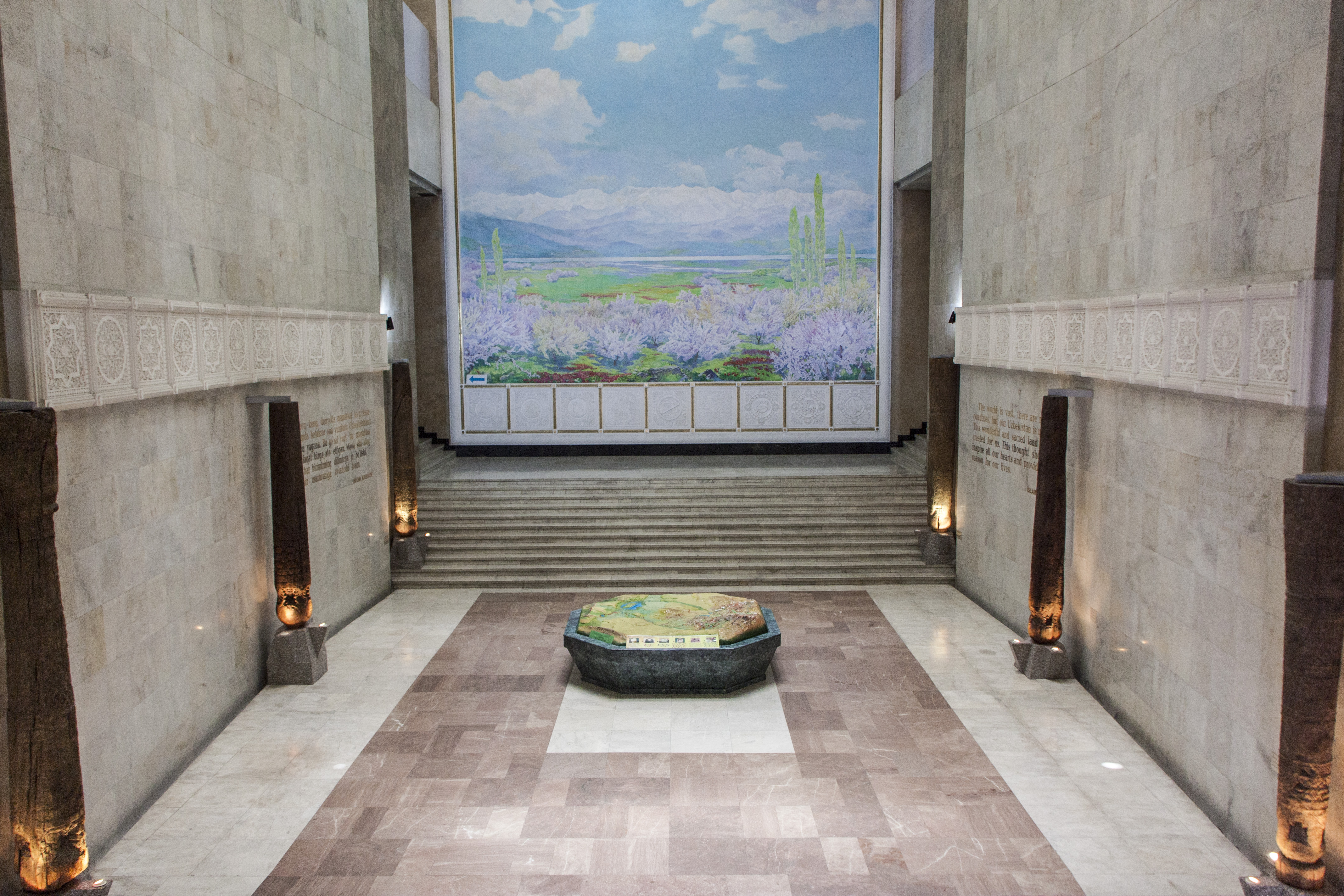
Hol główny (2017)
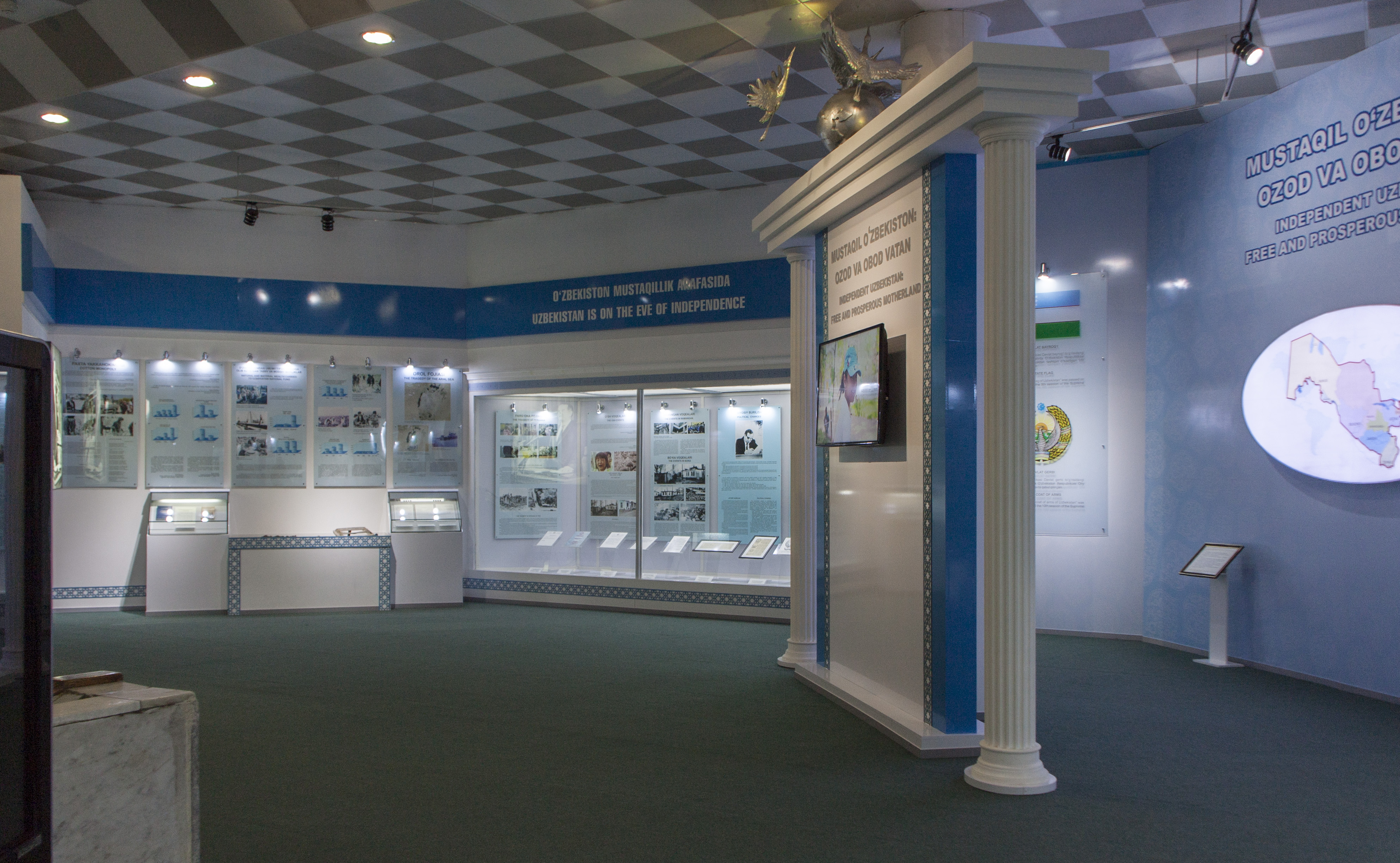
Wystawa na 1. piętrze (2017)
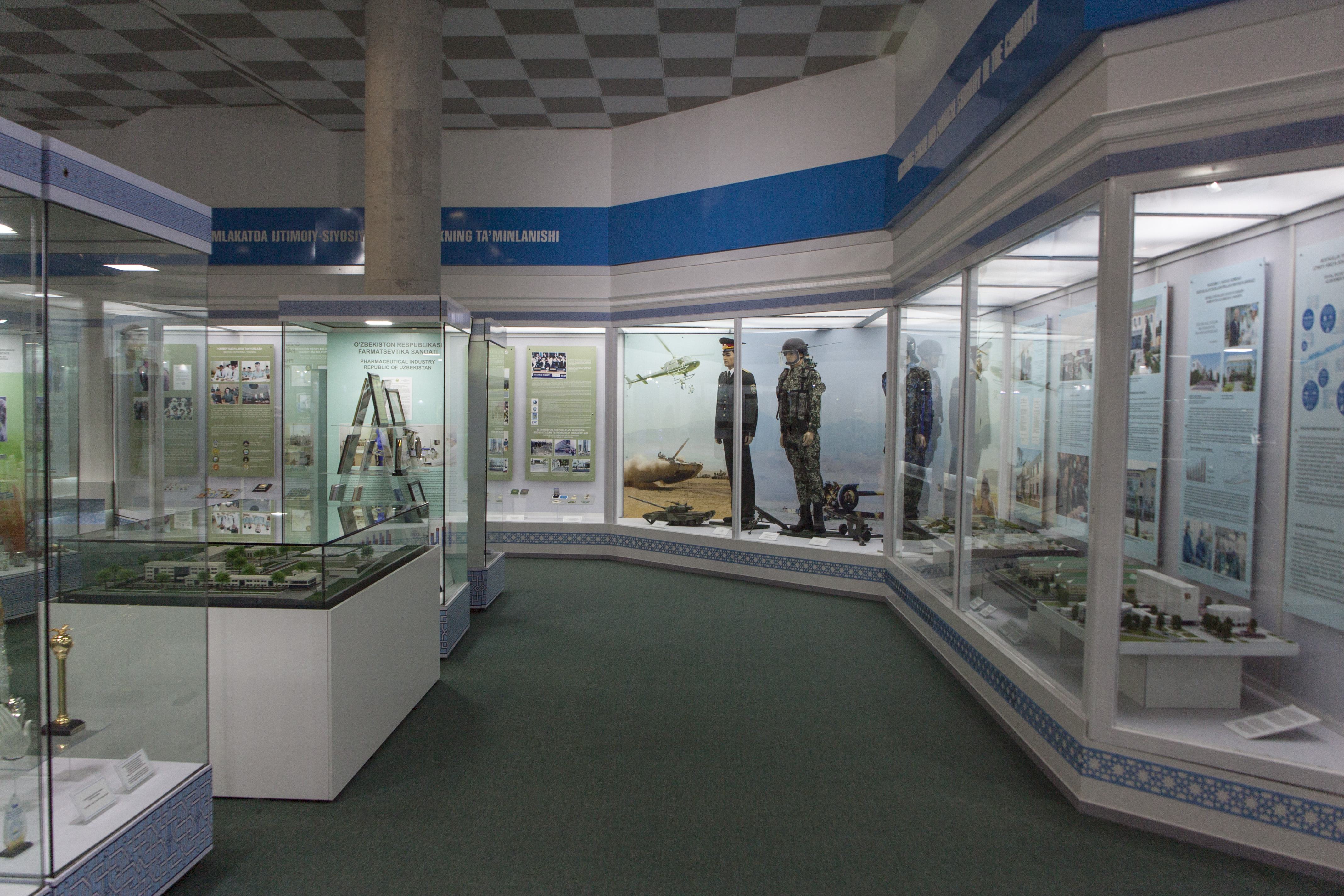
Wystawa na 1. piętrze (2017)
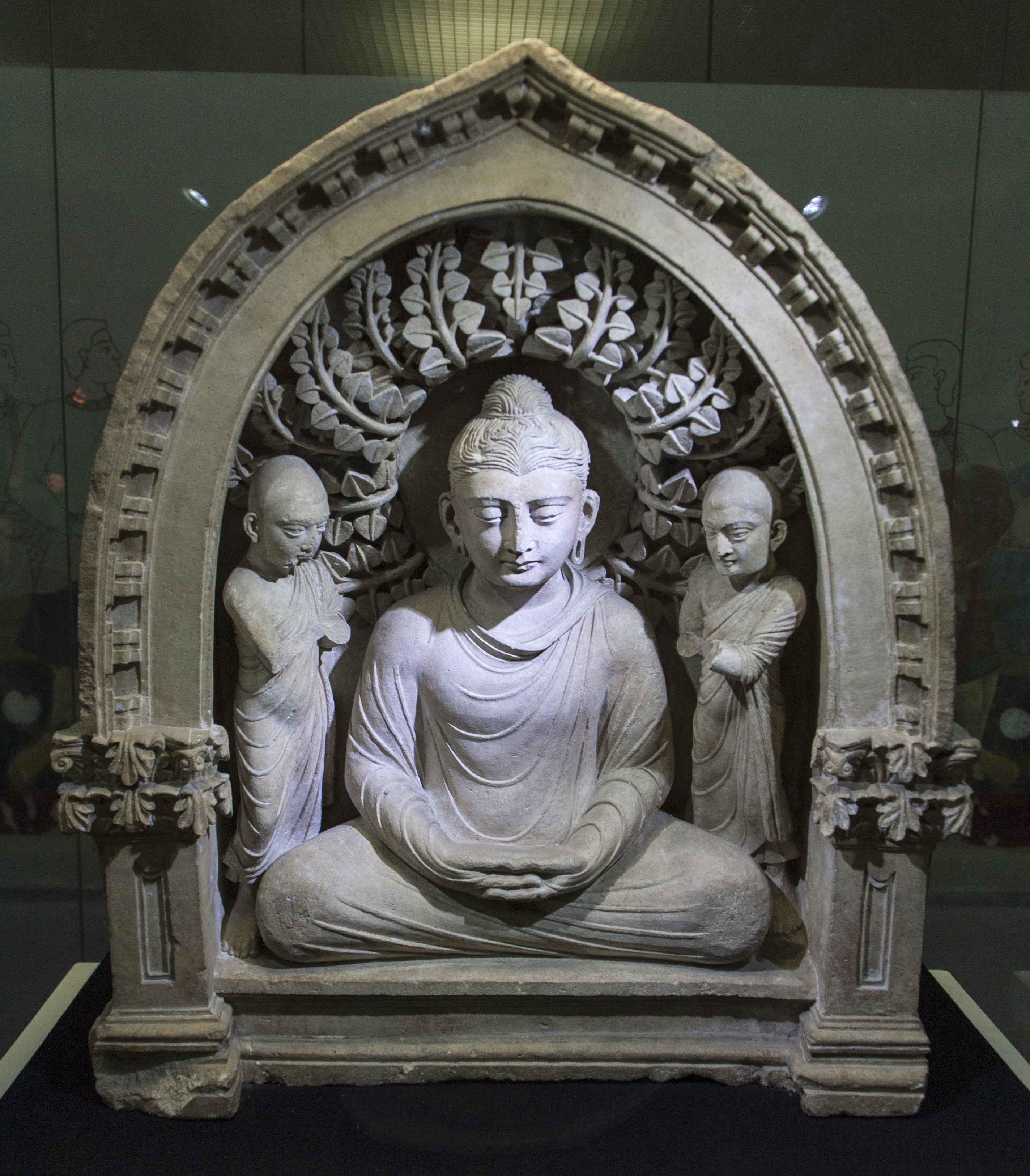
Posąg Buddy z dwoma mnichami
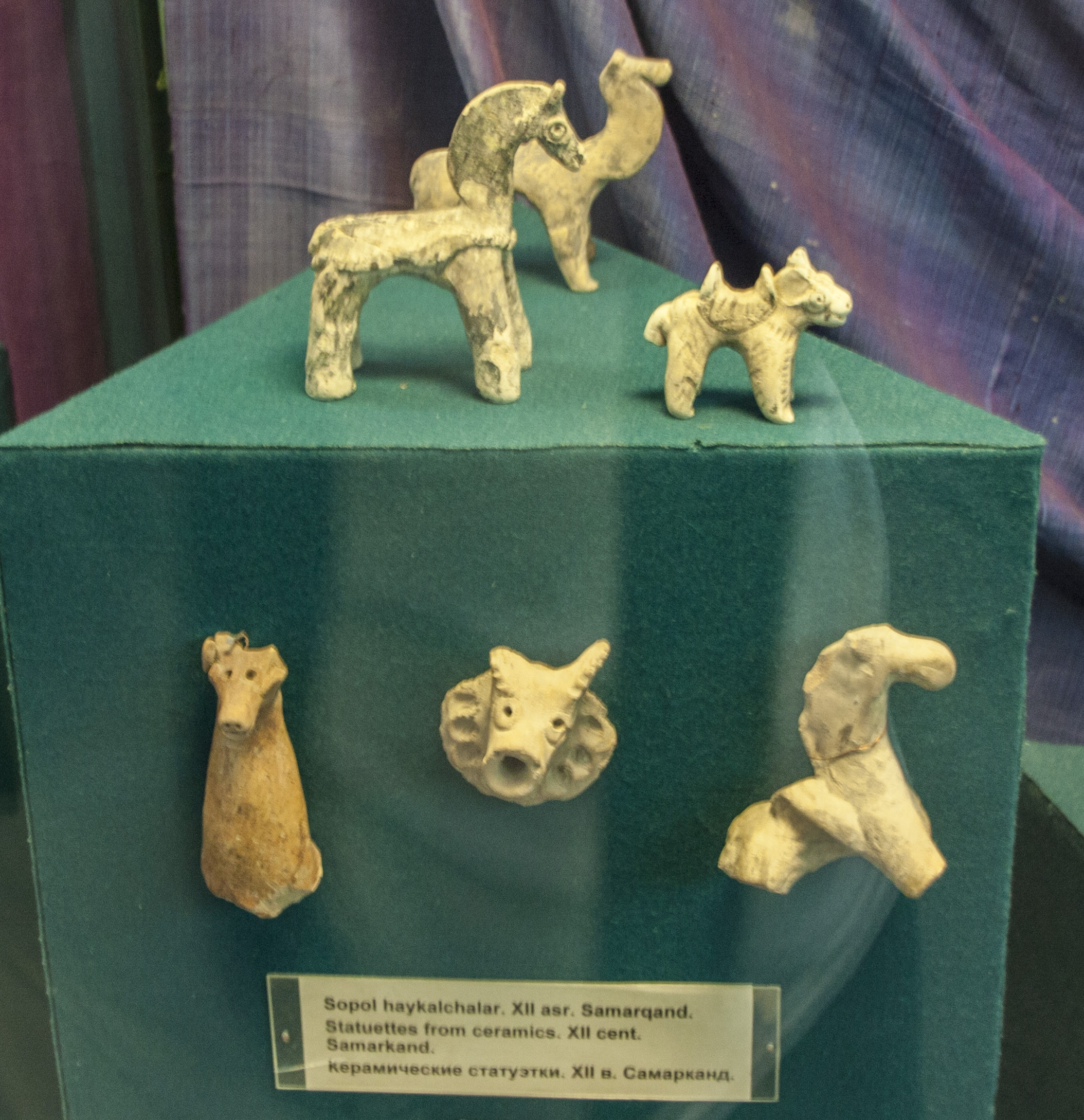
Ceramiczne figurki z Samarkandy, XII wiek
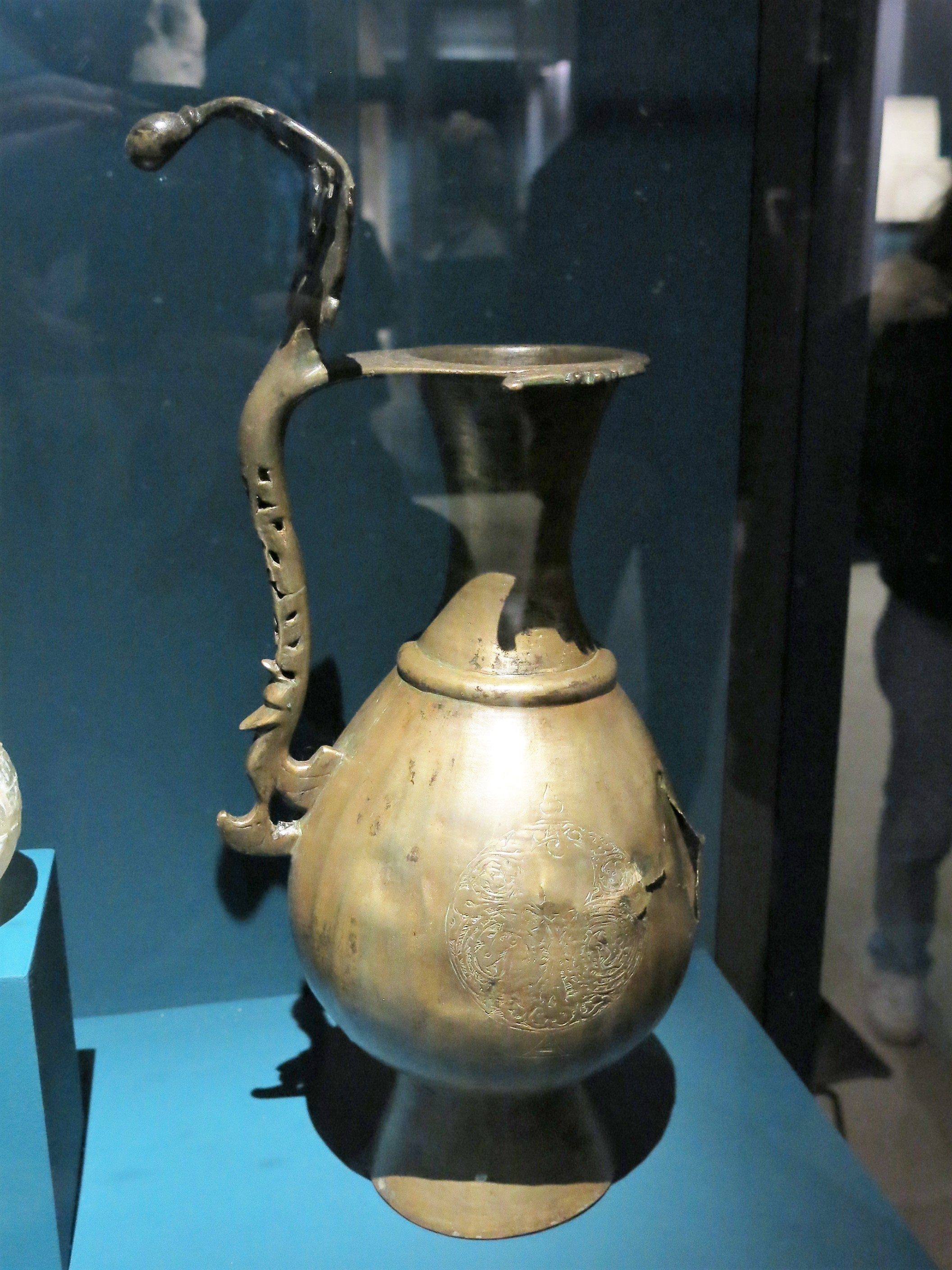
Miedziany dzban z Samarkandy, VIII-IX wiek
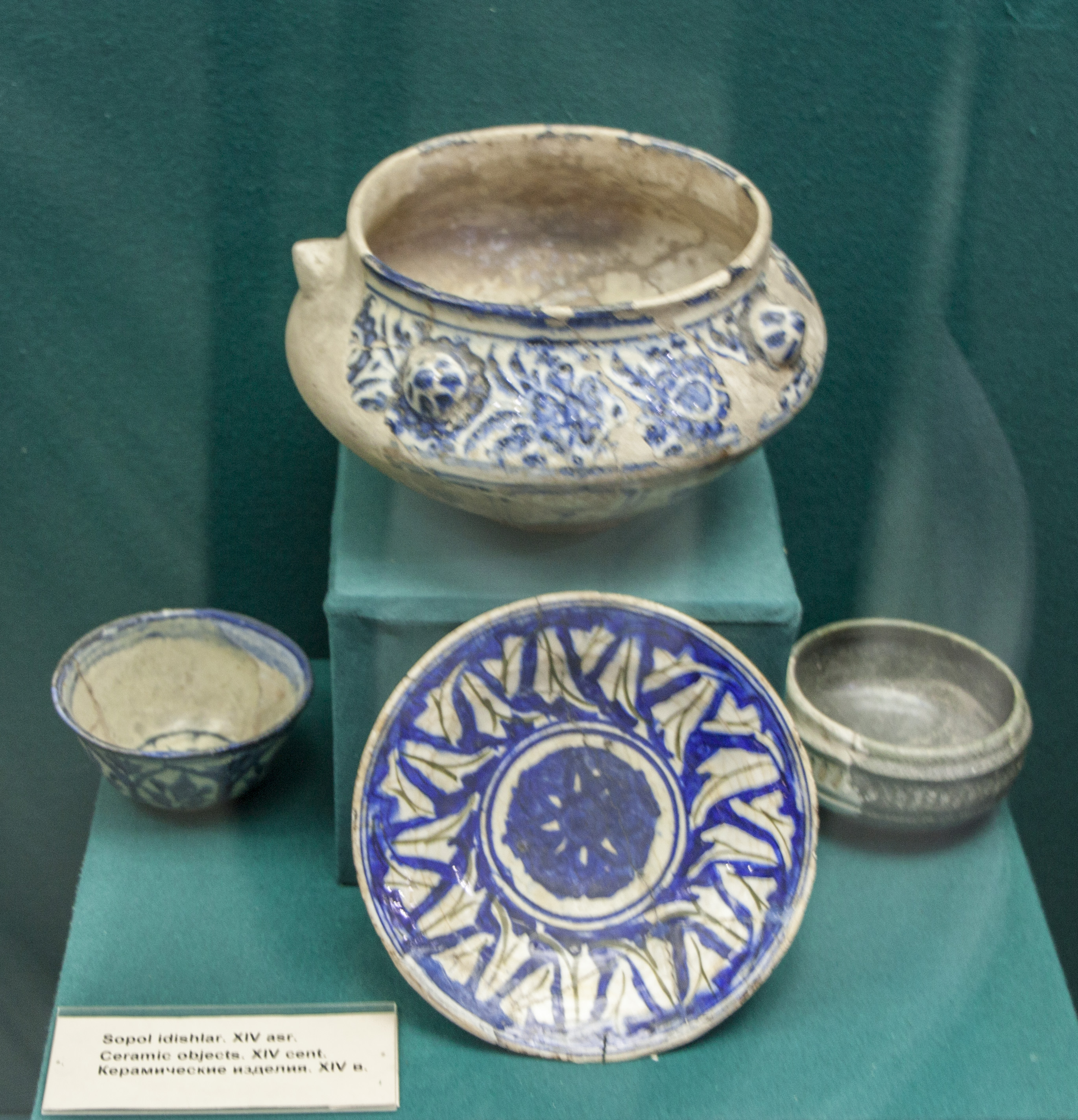
Ceramika z XIV wieku